# Deuteragonista
Deuteragonista (řecky δευτεραγωνιστής, druhý soutěžící/bojovník) je druhý herec v řeckém dramatu, jehož podle obecného předpokladu uvedli na scénu Aischylos a Sofokles. Obvykle ztvárňoval antagonisty.
V anglickém prostředí se výraz deuteragonista (anglicky deuteragonist) používá obecně v literatuře, múzickém umění, filmovém umění nebo počítačových hrách k označení druhé hlavní kladné postavy, tzn. dějově nejdůležitější po protagonistovi neboli hlavní kladné postavě, kterou většinou doprovází a pomáhá jí.
Deuteragonistou je například Dr. John Watson, pomocník detektiva Sherlocka Holmese v románech Arthura Conana Doyla.

## Jiný význam – zoologie
V zoologii je  Deuteragonista (Philippi, 1865) název  rodu kroužilka z čeledi kroužilkovití (drobný hmyz).